# 桜井亜都
桜井 亜都（さくらい あと、5月19日 - ）は、日本の漫画家。山口県出身。女性。血液型はA型。以前は桜井崇子の名義で活動していた。福地翼のアシスタント出身。

## 来歴
2001年、桜井崇子名義で「証-あかし-」が第48回小学館新人コミック大賞少年部門で佳作を受賞。
2007年、『週刊少年サンデー』（小学館）26号にて読切『アーティスト アクロ』を掲載。2008年、同誌31号より同作の連載を開始し、連載デビューを果たす。後にクラブサンデーに移籍し、2010年3月16日まで連載する。
2013年、『月刊少年ガンガン』（スクウェア・エニックス）にて、読み切りが好評を得て、『今日のケルベロス』が連載化され、2013年10月号より開始。2019年、同誌にて魔女のラブコメディ『魔女らば魔女れば』の連載を開始。

## 作品リスト

### 連載
- 『アーティスト アクロ』小学館〈少年サンデーコミックス〉全9巻[8]（『週刊少年サンデー』2008年31号[1] - 2009年47号[1]→『クラブサンデー』2009年11月3日[9] - 2010年3月16日[5]）
- 『今日のケルベロス』スクウェア・エニックス〈ガンガンコミックス〉全12巻[10]（『月刊少年ガンガン』2013年10月号[6] - 2018年6月号） - 読み切りが連載化[6]
- 『魔女らば魔女れば』スクウェア・エニックス〈ガンガンコミックス〉全3巻[11]（『月刊少年ガンガン』2019年7月号[7] - 2020年6月号）
- 『幻狼潜戦』小学館〈サンデーうぇぶりコミックス〉全4巻[12]（『サンデーうぇぶり』2023年5月7日[13] - 2024年9月8日[14]）

### 読切
- メリーチャイルド（『週刊少年サンデー超』2002年7月25日号）※桜井崇子名義
- 地蔵わっぱ アンジ（『週刊少年サンデー超』2003年6月25日号）※桜井崇子名義
- ジッパの天狗（『週刊少年サンデー超』2003年9月25日号）※桜井崇子名義
- 88の陣八（『週刊少年サンデー』2004年44号）
- アーティスト アクロ（『週刊少年サンデー』2007年26号[1]）
- 少年エンドレス（『月刊少年ガンガン』2012年6月号）
- 今日のケルベロス（『月刊少年ガンガン』2013年6月号[15]）
- ヒガジョの門（『ジャンプスクエア』2013年7月号[16]）
- ひばりさんリトル（『ジャンプSQ.19』2014年Vol.16）
- 白田先輩の最後のお仕事（『少年サンデーS』2022年4月号）
- 僕らのショートストーリー（『月刊少年ガンガン』2022年12月号[17]）

### その他
- 東日本大震災への義援活動チャリティー同人誌企画（2011年） - イラスト[18]

## 関連人物
福地翼
師匠。
あづち涼
元アシスタント仲間。桜井の作品『アーティスト アクロ』の原稿を手伝ったこともある。
近江のこ
元アシスタント。